# Rory Scovel
Rory Scovel (Greenville, Carolina del Sur, 6 de agosto de 1980) es un cómico, productor y actor estadounidense, conocido por sus papeles en Those Who Can't y I Feel Pretty y por ser guionista de The Eric Andre Show.

## Vida personal
Rory Scovel nació en Greenville y se crio allí, en el seno de una familia de siete hermanos.
Fue criado como católico, si bien no considera que siga siéndolo completamente.
Estudió Comunicaciones en la University of South Carolina Upstate.
Antes de dedicarse a la comedia, tuvo diversos trabajos: friegaplatos, encargado de una sandwichería, cámara de noticias, secretario...
Su primera experiencia en un escenario fue en la noche de Spartanburg. Como no tenían noches de comedia, aceptaron que contara chistes sobre el escenario.
Tres meses después, se mudó a Washington D. C. a dedicarse a los monólogos y estuvo durmiendo en el sofá de su hermana.
Después de vivir en Washington, estuvo viviendo en Nueva York, y ahora tiene su residencia en Los Ángeles.
Está casado con Jordan Scovel (Boughrum de soltera) y tiene una hija llamada Elliot.
Es un apasionado del golf.
Empezó a fumar marihuana a raíz de empezar con los monólogos.

## Carrera
Una vez en Washington D. C., tardó un mes en subirse a un escenario, y sus primeros intentos fueron un fracaso.
Estuvo a punto de dejarlo, pero siguiendo el consejo de su hermana, insistió, estudiando el trabajo de otros cómicos.
Quiso probar cómo era subir al escenario bajo el efecto de la marihuana. Considera que el efecto es al mismo tiempo bueno y malo, al hacerle perder la noción del tiempo y despreocuparse. Siguió subiendo al escenario de vez en cuando bajo su efecto, pero considera que es mejor cómico cuando está totalmente sobrio. Pero para 2011 ya había dejado la marihuana y solo fumaba antes de entrar a escena.
Scovel basa su humor en la sorpresa. Sus números cómicos combinan los elementos preparados con anterioridad con la improvisación, llegando a ser difícil distinguir los unos de los otros.
En 2006, fue finalista de la Seattle Comedy Competition.
Ha participado en anuncios de Land Rover, Nissan y JBL.
También ha empezado a actuar en cine y televisión, lo que considera que le saca de su zona de confort, ya que lo que hace y dice no depende de él sino de quien le dirige.

## Álbumes de comedia
- Dilation (2011)
- Rory Scovel Live at Third Man Records (2013)
- Rory Scovel Tries Stand-Up for the First Time (2017), en Netflix.
- Rory Scovel - Live Without Fear (2020).[12]

## Filmografía

### Actor

#### Películas
| Año  | Título                                      | Papel                | Notas                 |
| ---- | ------------------------------------------- | -------------------- | --------------------- |
| 2007 | Groom with a View                           | Intérprete de piano  | Corto                 |
| 2008 | Bedsider Web Content                        |                      | Corto directo a vídeo |
| 2009 | Public Service                              | Agente de Leo (voz)  | Corto                 |
| 2011 | Dead Monkey                                 | Ricky                |                       |
| 2012 | Is There?: Todd Glass for GLSEN             | Invitado a la fiesta | Cortos                |
| 2013 | Documentary Subject Wanted with Rory Scovel |                      | Cortos                |
| 2014 | The No Look Dunk                            |                      | Cortos                |
| 2014 | Insufferable Brunch                         |                      | Cortos                |
| 2015 | The One                                     | Hombre               | Corto directo a vídeo |
| 2016 | (Dean)                                      | Eric                 |                       |
| 2017 | The House                                   | Joe Mayweather       |                       |
| 2018 | I Feel Pretty                               | Ethan                |                       |
| 2020 | Two Pan Dan                                 | Dan                  | Corto                 |
| 2023 | Papás a la antigua                          | Steph                |                       |
| 2025 | You're Cordially Invited                    | Colton Buckley       |                       |

* Fuente: Imdb

#### Series
| Año       | Título                          | Papel                          | Notas                                                            |
| --------- | ------------------------------- | ------------------------------ | ---------------------------------------------------------------- |
| 2011-2012 | Las desventuras de Tim          | Jim/Jerry (voz)                | 2 episodios                                                      |
| 2013      | Zach Stone Is Gonna Be Famous   | Pat                            | 6 episodios                                                      |
| 2013      | The Eric Andre Show             | Chef Rory Scovel               | Episodio " James Van Der Beek/Steve-O"                           |
| 2013      | Those Who Can't                 | Director Barry Quinn           | Películas para televisión                                        |
| 2013      | Holding Patterns                | Harvard                        | Películas para televisión                                        |
| 2013-2015 | Ground Floor                    | Harvard                        | 20 episodios                                                     |
| 2014      | NerdTerns                       | Anchorman                      | Episodio "Rory Scovel Asks Who Is Peter Hardwick?"               |
| 2014      | Inside Amy Schumer              | Gerald                         | Episodio "Tyler Perry's Episode"                                 |
| 2014      | Modern Family                   | Carl                           | Episodio "Marco Polo"                                            |
| 2014-2016 | Undateable                      | Kevin                          | 4 episodios                                                      |
| 2015      | Stone Quackers                  | Trev                           | Episodio "Stone Quackers IV"                                     |
| 2015      | The Comedians                   | Él mismo                       | Episodio "Overhear"                                              |
| 2015      | Good at Life                    | Dave                           | Película para televisión                                         |
| 2016      | Animals                         | Ronnie                         | Episodio "Dogs"                                                  |
| 2016      | Casual                          | Patrick                        | Episodio "The Magpie"                                            |
| 2016-2017 | Wrecked                         | Corey                          | 4 episodios                                                      |
| 2016-2019 | Those Who Can't                 | Geoffrey Quinn                 | 25 episodios                                                     |
| 2017      | The High Court                  | Oficial invitado               | Serie de cortos para televisión                                  |
| 2017      | Love                            | Gator                          | Episodio "The Work Party"                                        |
| 2017      | The Great Indoors               | Ricky                          | Episodio "Ricky Leaks"                                           |
| 2017      | Powerless                       | Russell                        | Episodio "Win, Luthor, Draw"                                     |
| 2017      | Do You Want to See a Dead Body? | Farmacéutico guay              | Episodio "A Body and a Puddle (with Adam Scott and Terry Crews)" |
| 2017      | The New V.I.P.'s                | Doug                           | Película para televisión                                         |
| 2018      | Another Period                  | Miembro del club de caballeros | Episodio "Olympics"                                              |
| 2018      | The Jim Jefferies Show          | Él mismo                       | Episodio "Questioning Trump's North Korea Strategy"              |
| 2018      | Please Understand Me            | Rory                           | Episodio "Rory & Natalie"                                        |
| 2019      | 2 Dope Queens                   |                                | Episodio "Music"                                                 |
| 2019      | Historical Roasts               | William Shakespeare            | Episodio "Cleopatra"                                             |
| 2019      | Cake                            | Voz                            | Episodio "Cache Flow"                                            |
| 2019      | Mixed-ish                       | Bob Lee                        | Episodio "Papa Don't Preach"                                     |
| 2020      | Superstore                      | Dr. Brian Patterson            | 2 episodios                                                      |
| 2020      | Robbie                          | Robbie                         | 8 episodios                                                      |
| 2020      | Harley Quinn                    | Gus/Maitre/Asesino             | 3 episodios                                                      |
| 2020      | Black Monday                    | Agente Crandall                | Episodio "I Don't Like Mondays"                                  |

* Fuente: Imdb

### Productor
| Año  | Título | Notas                           |
| ---- | ------ | ------------------------------- |
| 2020 | Robbie | Productor ejecutivo 8 episodios |

* Fuente: Imdb

### Guionista
| Año       | Título                | Notas                  |
| --------- | --------------------- | ---------------------- |
| 2012      | The Half Hour         | Episodio "Rory Scovel" |
| 2012      | UnCabaret             | Episodio "1.4"         |
| 2013      | Funny as Hell         | Episodio "3.1"         |
| 2013-2016 | The Eric Andre Show   | 20 episodios           |
| 2016      | This Is Not Happening | Episodio "Blunder"     |
| 2020      | Robbie                | 8 episodios            |

* Fuente: Imdb